# سرخون (ميانكوه)
سرخون (بالفارسية: سرخون) هي منطقة سكنية تقع في إيران في Miankuh Rural District. يقدر عدد سكانها بـ 1,887 نسمة .